# Бистревичі
Бистровичі (пол. Bystrowice) — село на Закерзонні, у Польщі, у гміні Розвинниця Ярославського повіту Підкарпатського воєводства.
Населення — 533 особи (2011).

## Розташування
Знаходиться в західній частині Надсяння. Розташоване на відстані 2 км на південний захід від адміністративного центру ґміни Розвинниці, 12 км на південний захід від повітового центру Ярослава і 43 км на схід від воєводського центру Ряшева. Через село проходить воєводська дорога № 880. Лежить над річкою Молочкою — правою притокою Віслоку.

## Історія
Село вперше згадується в 1396 р.
У 1450 р. король Казимир IV Ягеллончик закріпачив село за німецьким правом. У 1507 р. в селі фіксується церква, яка перестала згадуватись після татарських набігів 1623 і 1624 рр.
За податковим реєстром 1589 р. в селі були 3 лани (коло 75 га) оброблюваної землі, корчма з 1/4 лану оброблюваної землі, 4 загородників з земельними ділянками і 1 ремісник. До 1772 року Бистровичі входили до складу Перемишльської землі Руського воєводства Королівства Польського.
Після захоплення Галичини Польщею була почата колоніальна політика латинізації і полонізації українських земель. Унаслідок півтисячоліття дискримінації українці західного Надсяння в XIX ст. опинилися в меншості. Українці-грекокатолики Бистрович ходили до парафії Розвинниця, а з 1847 р. — до парафії Полнятичі, обидві парафії належали до Порохницького деканату Перемишльської єпархії.
Відповідно до «Географічного словника Королівства Польського» в 1880 р. Бистровичі знаходились у Ярославському повіті Королівства Галичини і Володимирії, була однокласова народна школа.
Після розпаду Австро-Угорщини і утворення 1 листопада 1918 р. Західноукраїнської Народної Республіки Бистровичі разом з усім Надсянням були окуповані Польщею в результаті кривавої війни. За переписом 30 вересня 1921 р. в селі були 742 жителі, з них 683 були римо-католиками, 10 — греко-католиками, а 49 — юдеями. Бистровичі входили до Ярославського повіту Львівського воєводства, в 1934—1939 рр. — у складі ґміни Розьвениця. На 1.01.1939 в селі проживало 1110 мешканців, з них 70 українців, 990 поляків і 50 євреїв.
У 1975—1998 роках село належало до Перемишльського воєводства.

## Демографія
Демографічна структура станом на 31 березня 2011 року:
|          | Загалом | Допрацездатний вік | Працездатний вік | Постпрацездатний вік |
| -------- | ------- | ------------------ | ---------------- | -------------------- |
| Чоловіки | 271     | 56                 | 187              | 28                   |
| Жінки    | 262     | 54                 | 155              | 53                   |
| Разом    | 533     | 110                | 342              | 81                   |